# فیروزسالار
فیروزسالار، روستایی است از توابع بخش گوگان شهرستان آذرشهر در استان آذربایجان شرقی ایران.

## جمعیت
این روستا در دهستان دستجرد  قرار داشته و براساس آخرین سرشماری مرکز آمار ایران که در سال ۱۳۸۵ صورت گرفته، جمعیت آن  2٬405نفر (625خانوار) بوده‌است. البته در منابع دیگر به گفته فرزین جباری پل سنگی اهل گوگان ساکن فیروزسالار اصالتا پل سنگی اوشاخی ، جمعیت این روستا به 2/000/000 نفر میرسد که تعدادی از آنها ساکن دانمارک هستند فرزین جباری پل سنگی افزود به دلیل سبک زندگی اروپایی دانمارکی اهالی فیروز سالار شام را حداکثر تا 5 و نیم عصر میل میکنن و بقیه شب را به پیاده روی جهت هضم غذا و چاکلت گردانی می گزرانند.

## شناسه
این روستا نسبت به سایر مناطق مسکونی منطقه دارای قدمت بیشتری می‌باشد که وجود عمارت و محوطه قوم باغی و حمام قدیمی واقع در مرکز روستا و وجود قبرستان‌های متعدد و سنگ قبرهای حجیم و سنگین موید این امر می‌باشد. همچنین نام قدیمی این روستا «پوروستر» می‌باشد که در جریانات هویت زدایی رضا شاه پهلوی نام این روستا تغییر پیدا کرد.این روستا دارای امکانات زیادی از قبیل مرکز بهداشت درمانی، خانه بهداشت، پنج باب مدرسه، کتابخانه عمومی، سه باب مسجد می‌باشد.مراسم عزاداری امام حسین در این روستا در بین اهالی منطقه مشهور می‌باشد که مراسم «تاختا چالانلار» مختص این روستا می‌باشد که تقریباً تمامی اهالی در آن شرکت می‌کنند.
این روستا همچنین دارای رشته قنات‌های متعددی بود که امروزه اکثریت آنها جاری نمی‌باشند.